# Klaus Richter
Pour les articles homonymes, voir Richter.

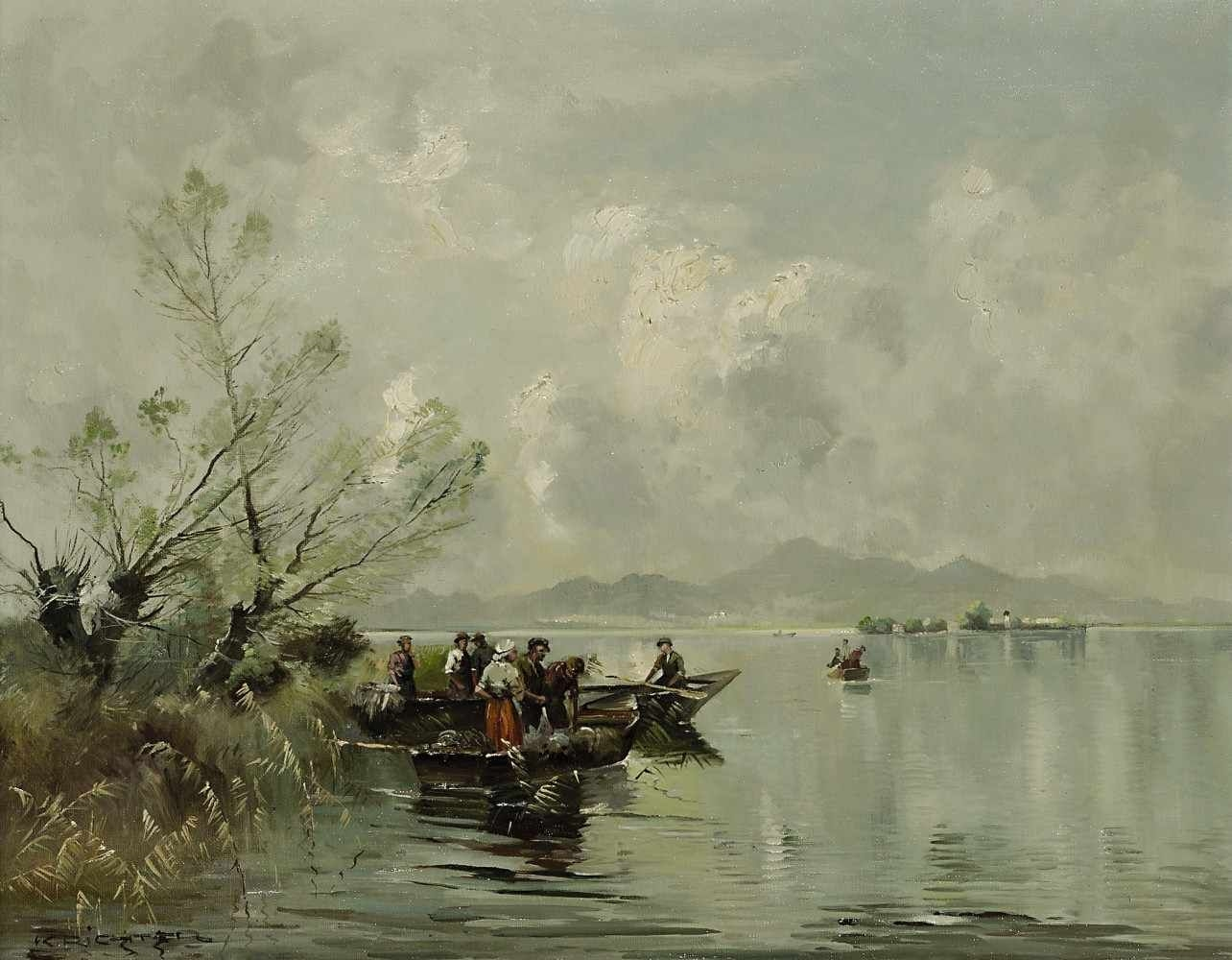
Pêcheurs sur le Chiemsee (vers 1930).

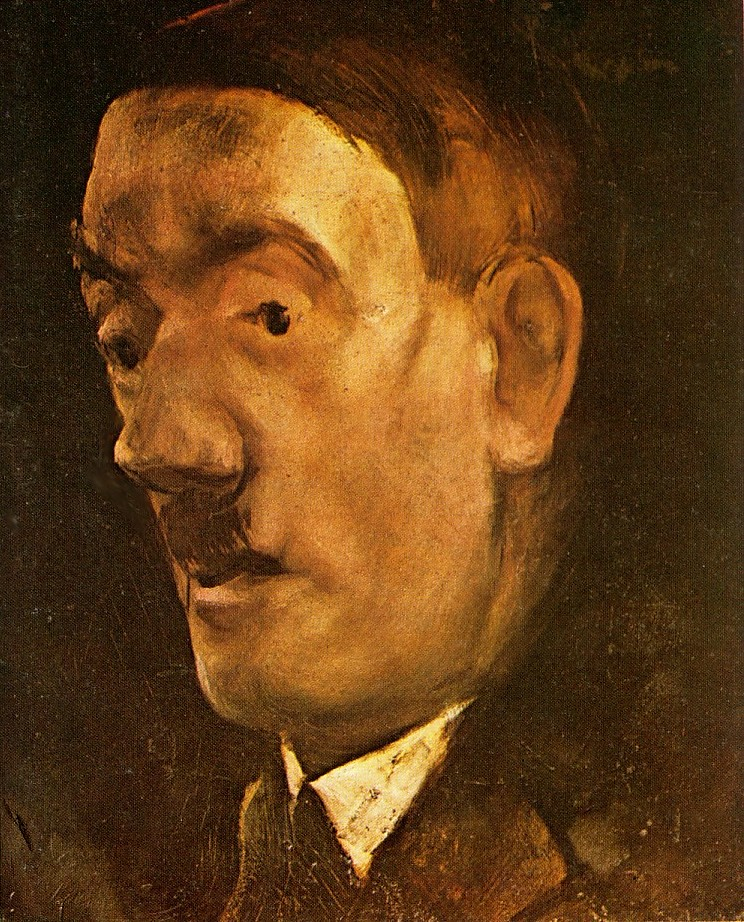
Portrait d'Adolf Hitler (1941).

Klaus Carl Friedrich Richter, né le 25 janvier 1887 à Berlin et mort le 3 janvier 1948 dans la même ville, est un peintre et écrivain allemand.

## Biographie
Klaus Richter naît le 25 janvier 1887 à Berlin.
Fils de médecin, il étudie la philosophie et les langues à Milan et à Munich avant de se tourner vers la peinture. À Paris, il étudie le dessin anatomique avec son oncle Robert Richter, puis devient l'élève de Lovis Corinth à Berlin, où il fait également la connaissance de Magnus Zeller (de), avec qui il a un atelier commun à partir de 1911. Toujours à partir de 1911, Klaus Richter expose à la Sécession berlinoise.
En même temps, il travaille comme écrivain, est acteur pendant un an avec Max Reinhardt et créé des décors pour le premier film muet. À partir de 1919, il enseigne à l'école des arts et métiers de Berlin-Charlottenbourg, en 1922 il devient professeur à l'académie des arts de Königsberg, où il compte entre autres Rudi Lesser (de) parmi ses étudiants ; il donne également des conférences à l'université de Königsberg. À partir de 1927, il est professeur à l'Académie des Beaux-Arts de Berlin.
De 1929, il est membre et de 1937 jusqu'à sa révocation par Joseph Goebbels en 1940 et 1946/47 président du Verein Berliner Künstler. En 1940, on lui commande un portrait de Hermann Göring, qui n'est jamais livré. Lors des rencontres de la "Wolfsschanze", son portrait d'Adolf Hitler (1941) est réalisé même sans commande, il est conservé dans deux versions presque identiques. Au-delà de la propagande officielle, l'œuvre dépeint le dictateur apathique et affaissé avec un regard vide. Elle est considérée comme une brillante étude de caractère et est traitée par la scientifique berlinoise Claudia Schmölders dans ses travaux sur la physionomie d'Hitler.
Une autre œuvre bien connue est le tableau Mondlandschaft de 1943.
Il est un cousin d'Erik Richter (de). Klaus Richter meurt en 1948.